# (4036) Whitehouse
(4036) Whitehouse – planetoida z grupy pasa głównego asteroid okrążająca Słońce w ciągu 4 lat i 255 dni w średniej odległości 2,8 j.a. Została odkryta 21 lutego 1987 roku w Europejskim Obserwatorium Południowym przez Henriego Debehogne. Nazwa planetoidy pochodzi od Davida Whitehouse’a (ur. 1956), brytyjskiego dziennikarza piszącego o tematyce naukowej. Przed nadaniem nazwy planetoida nosiła oznaczenie tymczasowe (4036) 1987 DW5.